# Josef Girsa
Josef Girsa (6. října 1874 Šepetovka – 22. listopadu 1967 Praha) byl český hospodář, politik a diplomat dlouhodobě žijící a působící v Ruském impériu, později de facto 1. československý vyslanec v Sovětském svazu. Jeho mladším bratrem byl lékař Václav Girsa, významný člen tzv. Prvního československého odboje v Rusku. 

## Život

### Mládí a praxe
Narodil se ve městě Šepetovka na střední Ukrajině do rodiny Volyňských Čechů. Základní a odborné agronomické vzdělání nabyl v Rusku. Do praxe vstoupil na velkostatcích hraběte Potockého v ukrajinské Umani v Podolské gubernii. Dále byl ředitelem panství a cukrovaru knížete Lopuchova-Děmidova v Kyjevské gubernii, později pak Mariinské akciové společnosti působící ve Voroněžské, Chersonské a Černigovské gubernii.

### První světová válka a vznik SSSR
Po začátku první světové války byl mobilizován do ruské armády a přidělen jako ředitel do továren pracujících pro válečné účely. V této funkci setrval i za Kerenského vlády, tedy po pádu carského režimu, a od dubna 1917 byl předsedou místního výkonného výboru (vlády). Po bolševickém převratu v listopadu 1917 byl v Černigovské gubernii ředitelem panství a továrny. Po konfliktu příslušníků československých legií se sovětskými vojsky a represích sovětské vlády vůči všem Čechům potom odjel do Kyjevské gubernie a tam znovu se stal ředitelem panství a továrny, která už byla majetkem sovětské vlády. V červnu 1919 byl zatčen a uvězněn až do konce května 1920, kdy byl v rámci výměny vězňů propuštěn do Polska. V Polsku žil skoro rok, pracoval zde jako úředník pobočky polského ministerstva zemědělství v Poznani. Když pak ztratil naději na možnost návratu zpět, odjel v květnu 1921 do Prahy. 

### Diplomat
V dalších letech pak začal působil v diplomatických službách nově vzniklého Československa. 28. června 1921 byl poslán jako předseda Československé obchodní mise do Charkova, dva měsíce nato pak do Moskvy, a setrval v této funkci až do června 1922, kdy byl jmenován zplnomocněným zástupcem ČSR pro FSFSR, později SSSR, v Moskvě. K tomu mohlo dojít až po uzavření prozatímních smluv mezi ČSR a Ruskou a Ukrajinskou sovětskou republikou v červnu 1922, přičemž úřad mohl požívat všech diplomatických výsad kromě titulu vyslanectví. Nahrazoval standardní ambasádu v sovětské metropoli až do oficiálního navázání diplomatických styků mezi ČSR a SSSR v červnu 1934. Girsa stál v jeho čele až do konce roku 1931, kdy požádal o přeložení do Prahy ze zdravotních důvodů a následně pak odešel do výslužby. 
Po začátku německé okupace Čech, Moravy a Slezska a vzniku Protektorátu Čechy a Morava roku 1939 byl krátce vězněn, po propuštění se stáhl do ústraní. 

### Úmrtí
Josef Girsa zemřel 22. listopadu 1967 v Praze ve věku 93 let. 
Jeho prasynovcem je Václav Girsa, pražský architekt a památkář.